# 法諺
法諺（ほうげん、独: Rechtssprichwoerter、英: legal maxims）とは、法律に関する格言(法格言）やことわざのことである。
日常において社会生活を送る上で必要な法知識を簡単な格言・ことわざ形式にしたもので、民衆の間にも広く知られていた。
教会法などを由来とした法諺も存在するが、ローマ法は事例に基づき法体系が形成されたこと、人類初の法典を作り上げたことから、法諺（ほうげん）を多く生んだ。

## 法諺の例
- 後法は前法を廃止する
- 法は些事にこだわらず[1]
- 法は家庭に入らず(親族相盗例等)
- 国王といえども神と法の下にある（ヘンリー・ブラクトン）
- 自白は証拠の女王である（長らく重要視されてきたが現代では批判されている）
- 悪法も法である（Gesetz ist Gesetz.）- 法実証主義
- 目には目を、歯には歯を - ハンムラビ法典
- 法律なければ犯罪なし。法律なければ刑罰なし - 罪刑法定主義（憲法31条）
- 何人といえども、自分の敵手に対して武器を持たせる義務はない(憲法38条)
- 権利の上に眠る者は、保護されない - 時効（民法144条以下）
- 結婚は成人にする - 婚姻による成年擬制（民法753条）
- 訴えがなければ裁判はない - 処分権主義（民事訴訟法246条）
- 法の不知はこれを許さず - 故意 (刑法38条3項)
- 疑わしきは罰せず - (刑事訴訟法336条)